# 整合元件製造廠
整合元件製造廠（英語：Integrated device manufacturer，IDM）或稱垂直整合製造商，是指一家包括了設計、生產及銷售積體電路（IC）產品的半導體公司。半導體製造廠原只有整合元件製造廠，及後因為市場需求，只負責生產的晶圓代工才出現。
遵循IDM模式的典型制造商是英特爾（Intel）。